# Tekken (відеогра)
Tekken (в перекладі з японської мови — Залізний кулак), також відомий ретроспективно як Tekken 1, є файтингом і є першою грою у франшизі Tekken. Вперше він був випущений у 1994 році на аркадні автомати і незабаром був перенесений на домашню консоль PlayStation; в наступні роки він був включений в режим історії Tekken 5 в режимі аркади, а в 2011 був випущений для PlayStation 3, PlayStation Portable і PlayStation Vita через PlayStation Network. Tekken був розроблений і опублікований Namco як одна з найраніших повністю 3D-файтингів, що з'явилася через рік після того, як суперник з SEGA Virtual Fighter. На зміну Tekken роком пізніше прийшов сіквел, Tekken 2.
Дата виходу: Японія — 31 березня 1995; Америка — жовтень 1995; Європа — листопад 1995.
Аркадні автомати: Японія — 9 грудня 1994.

## Ігровий процес
Tekken був однією з ранніх 3D-анімованих файтингів, в якій застосовувалися багато знайдені в Virtua Fighter від Sega . Як і у випадку з Virtua Fighter 2, випущеної приблизно в той же час, Tekken також була однією з перших 3D-анімованих консольних відеоігор, що працюють зі швидкістю 60 кадрів на секунду (за винятком європейського релізу PAL).
Як і у багатьох файтингах, гравці обирають персонажа з наданих і вступають у рукопашний бій із противником. Tekken чимось відрізняється від інших ігор для рукопашного бою. У традиційні файтинг зазвичай грають за допомогою кнопок, відповідних силі атаки, таких як сильний удар або слабкий удар. Tekken, проте, виділяє кнопку кожної кінцівки бійця, що робить вивчення спеціальних атак більш інтуїтивним процесом. Гравець може подивитися анімацію на екрані та визначити відповідну команду: якщо персонаж низько вдаряє правою ногою, рух, швидше за все, буде виконано натисканням вниз та ударом правої ноги або аналогічною варіацією.
Традиційні файтинги, такі як серія Street Fighter, передбачають введення команд якнайшвидше і точніше, тоді як Tekken уповільнює дію, роблячи акцент на ритмі, стратегії та обмані, а не на швидкості.

## Цікаві факти
- Демона Казу можна розблокувати, перемігши в мінігрі «Галага», в яку можна грати до завантаження самої гри.
- Спочатку Теккен мав називатися "Війна рейвів", але команда розробників пізніше перейменувала гру Теккен.
- Син Маршалла Лоу — Форест Ло та дружина — місіс Ло. Їх можна побачити наприкінці Йошімітсу.
- Це вперше, коли з'явився Форест Ло, у фіналі він бачиться дитиною.
- Дитяча версія Фореста Ло одягнена у білу майку та жовті штани.
- Маршалл Ло спочатку мав називатися Драконом. В аркадній версії голосовий кліп диктора, який говорить «Дракон Ло», все ще існує в даних, але ніколи не чути. Звуковий кліп використовується у грі, але відключається рано, щоб сказати лише «Ло». PlayStation і Tekken 5 версії використовують записані звукові ефекти, тому не використовується частина відсутня.
- У кінці Кінга представлені реальні оцифровані діти, техніка, яка пізніше буде використана знову в його кінці Теккен 2.
- У версії для PlayStation Сцена стадіону має великий екран на задньому плані, що відбиває бій.
- Якщо вставлено картку пам'яті із завершеними даними збереження та вставлено диск (з розблокованим режимом кінотеатру), гравець може переглядати кінцівки Теккен та слухати звуковий супровід гри в меню «Музичний автомат» кінотеатру; це також працює для Теккен 2.
- У кінці Джека, машина, підключена до Джека, називається System 11, що відповідає назві аркадного обладнання, що використовується в обох Теккен і Теккен 2.
- За винятком Ван, голоси персонажів-босів ідентичні голосам інших персонажів.
- Кадзуя Місіма та Лі Чаолан (з деякими голосовими кліпами) — Кінг, Кінг в обладунках, Кума  Йошімітсу та Куніміцу — Ніна Вільямс та Ганна Вільямс — Джек, Прототип Джека, Ганрю, і Хейхаті Місіма — Причина цього в тому, що у Namco не було достатньо грошей, щоб найняти різних акторів, що озвучують, для озвучування персонажів боса, і вони вирішили зберегти озвучувальних акторів, які у них є. — Додатково Ло Маршалл, Пол Фенікс, & Мішель Чанг це єдині персонажі, де персонажі-боси не діляться своїми голосами.
- В аркадній версії після вибору бійця вираз їх облич змінювався, як у Virtua Fighter. *Йошімітсу і Куніміцу використовують ту саму анімацію вибору персонажа*.
- Фонова музика кожної сцени, за винятком Венеції, пізніше буде перероблена в Теккен 2. Деякі треки також повернулися до Теккена 4 (також TTT2 і TK7), у тому числі Венеція.
- Вступ за участю Казуї містить ремікс музики у версії для PlayStation, але не може бути змінено на оригінальну аркадну музику, на відміну від аркадного вступу до Теккена 2.Якщо Хейхаті Місіма обраний, він має битися з усіма суббосами; змагаються персонажі розташовані в певному порядку: Куніміцу, Кума, Ван Цзінрей, Ганьрю, Лі Чаолан, Прототип Джек, Кінг в Обладунках, Анна Вільямс і Демон Кадзуя.
- Якщо Хейхаті Місіма обраний, він має битися з усіма суббосами; змагаються персонажі розташовані в певному порядку: Куніміцу, Кума, Ван Цзінрей, Ганьрю, Лі Чаолан, Прототип Джек, Кінг в Обладунках, Анна Вільямс і Демон Кадзуя.
- Програвач може прослуховувати всю музику гри за допомогою CD-плеєра.
- На обкладинці є синя фігура на додаток до восьми ігрових персонажів за замовчуванням. Судячи з деяких ілюстрацій, на яких зображено більшість обкладинки, це, мабуть, версія прототипу Джека.
- У версії для PlayStation через слабкіших системних характеристик анімація персонажів на вибраному персонажі була видалена, і їх нерухомі зображення персонажів є або початком, або кінцем, за винятком Хейхаті Місіми, у якого трохи інше зображення. Крім того, єдиними персонажами-босами, чиї імена були оголошені, є Ван, Лі та Хейхаті. Кінг в обладунках, Прототип Джек і Демон Казуя використовують ті ж зразки, що і їх персонажі за замовчуванням, Кінг, Джек і Місіма Казуя відповідно. З іншими персонажами диктор просто каже, що Ви виграли.
- Пол Фенікс — єдиний персонаж у грі, у якого немає клону як бос, хоча деякі з його ходів поділяються з іншими босами, зокрема, нищівник Фенікса, удар Молотом в Силовий удар і удар з подвійним стрибком.
- Йошимітсу і Куніміцу поділяють одні й самі виграшні пози.
- Анна Вільямс, Кінг в Обладунках, Ганрю, Хейхаті Місіма, Кума, Лі Чаолан, Прототип Джек і Ван Цзіньрей мають лише одну позу перемоги замість двох.
- В аркадній версії можна вибрати лише вісім персонажів за замовчуванням, при цьому босами є лише гравці з процесором, як Street Fighter II: The World Warrior.
- В аркадній версії є різні костюми для Кінга, Ло та Ганрю, які недоступні у версії для PlayStation: другий костюм Кінга складається з білої сорочки та червоних штанів замість синьої сорочки та білих штанів; перший костюм Ло повністю жовтий із ДРАКОНОМ 03 на спині (Дракон-це залишок від його передпродажної назви), а єдиний костюм Ганрю складається з чорних шортів.
- В аркадній версії є лише один костюм для персонажів боса, другий костюм (кнопка стусан) є ексклюзивним для версії PlayStation.
- В аркадній версії значно менше ходів для босів, причому більшість персонажів-босів мають майже ідентичні набори ходів для обраних персонажів, і лише кілька додаткових ходів запозичені в інших бійців. Ганрю — єдиний персонаж-бос в аркадній версії, який має унікальний хід, а саме комбінацію з відкритою долонею.
- Це єдина гра в класичній трилогії PlayStation, у якій немає етапів, представлених персонажами. Програвач може прослуховувати всю музику гри за допомогою CD-плеєра.
- Вийшла нова версія Теккен 8, яка випущена 26 січня 2024 року, і набула популярності серед прихильників ігор.